# Клітка (теорія графів)

Граф Петерсена

Граф Хівуда

Граф МакҐі

Граф Татта — Коксетера

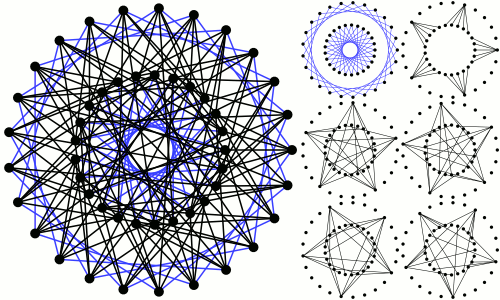
Граф Гофмана — Синглтона

n-клітка — кубічний граф обхвату n з найменшим можливим числом вершин. Граф називається кубічним, якщо з кожної його вершини виходять 3 ребра. Обхват графа — це довжина найменшого циклу в ньому.
- 3-клітка — К4, остов тетраедра, 4 вершини.
- 4-клітка — К3,3, один з двох мінімальних не планарних графів, 6 вершин.
- 5-клітка — граф Петерсена, 10 вершин. Мінімальний кубічний граф з індексом самоперетину 2.
- 6-клітка — граф Хівуда, 14 вершин. Розбивається на 1-фактори (тобто, реберно розфарбовуємий), будь-яка сума двох чинників утворює гамільтонів цикл. Мінімальний кубічний граф з індексом самоперетину 3.
- 7-клітка — граф МакҐі, 24 вершини. Мінімальний кубічний граф з індексом самоперетину 8.
- 8-клітка — граф Татта — Коксетера, 30 вершин.

## Узагальнене визначення
(r,n)-клітка — регулярний граф ступеня r (тобто з кожної вершини якого виходить рівно r ребер) та обхвату n з найменшим можливим числом вершин.
Тривіальні сімейства
- (2,n)-клітками є, очевидно, циклічні графи Cn
- (r-1,3)-клітки — повні графи Кr з r вершин
- (r,4)-клітки — повні двочасткові графи Кr,r, у яких в кожній долі знаходиться по r вершин

Нетривіальні представники
- (7,5)-клітка — граф Гофмана — Синглтона, 50 вершин.

Відомі ще деякі клітки. У таблиці нижче показано кількість вершин в (r,n)-клітинах ступеня 3≤r≤7 та обхвату 3≤n≤12. Клітки для цих та великих r и n описані тут:  (англійською мовою).
| n:     | 3 | 4  | 5  | 6  | 7   | 8   | 9   | 10  | 11  | 12   |
| r = 3: | 4 | 6  | 10 | 14 | 24  | 30  | 58  | 70  | 112 | 126  |
| r = 4: | 5 | 8  | 19 | 26 | 67  | 80  | 275 | 384 |     | 728  |
| r = 5: | 6 | 10 | 30 | 42 | 152 | 170 |     |     |     | 2730 |
| r = 6: | 7 | 12 | 40 | 62 | 294 | 312 |     |     |     | 7812 |
| r = 7: | 8 | 14 | 50 | 90 |     |     |     |     |     |      |

## Графи Мура
Кількість вершин в (r,n)-клітці більше або дорівнює
{\displaystyle 1+r\sum _{i=0}^{(n-3)/2}(r-1)^{i}} для непарних n та
{\displaystyle 2\sum _{i=0}^{(n-2)/2}(r-1)^{i}} для парних.
Якщо має місце рівність, то відповідний граф називається графом Мура. У той час як клітка існує для будь-яких r > 2 і n > 2, нетривіальних графів Мура набагато менше. З вищезгаданих клітин, графами Мура є граф Петерсена, граф Хівуда, граф Татта — Коксетера і граф Гофмана — Синглтона. Доведено, що всі непарні випадки вичерпуються n = 5, r = 2, 3, 7 та, можливо, 57, а парні n = 6, 8, 12.